# Municipio de Bee Ridge
El municipio de Bee Ridge (en inglés: Bee Ridge Township) es un municipio ubicado en el condado de Knox en el estado estadounidense de Misuri. En el año 2010 tenía una población de 121 habitantes y una densidad poblacional de 1,28 personas por km².

## Geografía
El municipio de Bee Ridge se encuentra ubicado en las coordenadas 40°4′35″N 92°7′5″O / 40.07639, -92.11806. Según la Oficina del Censo de los Estados Unidos, el municipio tiene una superficie total de 94.45 km², de la cual 93,98 km² corresponden a tierra firme y (0,5 %) 0,47 km² es agua.

## Demografía
Según el censo de 2010, había 121 personas residiendo en el municipio de Bee Ridge. La densidad de población era de 1,28 hab./km². De los 121 habitantes, el municipio de Bee Ridge estaba compuesto por el 99,17 % blancos, el 0,83 % eran asiáticos. Del total de la población el 2,48 % eran hispanos o latinos de cualquier raza.